# ذا بيتش بويز
ذا بيتش بويز هي فرقة روك أمريكية تشكلت في هاوثورني في ولاية كاليفورنيا عام 1961. أعضاء الفرقة هم الإخوة بريان ودنيس وكارل ويلسون بالإضافة لقريبهم مايك لف وصديقهم ألان جاردين.

## روابط خارجية
- ذا بيتش بويز على موقع IMDb (الإنجليزية)
- ذا بيتش بويز على موقع الموسوعة البريطانية (الإنجليزية)
- ذا بيتش بويز على موقع ميوزك برينز (الإنجليزية)
- ذا بيتش بويز على موقع رولينغ ستون (الإنجليزية)
- ذا بيتش بويز على موقع رولينغ ستون (الإنجليزية)
- ذا بيتش بويز على موقع قاعدة بيانات برودواي على الإنترنت (الإنجليزية)
- ذا بيتش بويز على موقع أول ميوزيك (الإنجليزية)
- ذا بيتش بويز على موقع ديسكوغز (الإنجليزية)
- ذا بيتش بويز على موقع ديسكوغز (الإنجليزية)
- ذا بيتش بويز على موقع ديسكوغز (الإنجليزية)
- ذا بيتش بويز على موقع EncyclopediaOfSurfing.com (الإنجليزية)